# Branco (przylądek)
Branco (port. Cabo Branco) – przylądek w Ameryce Południowej, administracyjnie należący do Brazylii, najdalej na wschód wysunięty punkt kontynentu.